# جوجل ستيشن
جوجل ستيشن (بالإنجليزية: Google Station)‏ وقد تُترجم حرفيًا إلى محطّة جوجل هي خدمة مُقدمة من جوجل تُتيح نشر نقاط اتصال واي فاي في الأماكنِ العامَّة من خلال توفير البرامج والمعدات لتحويلِ اتصالات الألياف إلى شبكة واي فاي. طُبَّق هذا البرنامج في الهند وإندونيسيا وتمَّ إطلاقهُ في آذار/مارس 2018 في المكسيك ومن المُقرّر أن تدعمُ جوجل مزيدًا من البلدان في المستقبل.

## نظرة عامة
تسعى جوجل ستيشن إلى توفير شبكة واي فاي سريعة للجميع؛ كما أوضحت أنَّ البيانات ستكون آمنة ومحمية. تقومُ جوجل بتطبيقِ برنامجها هذا في الأماكن والمؤسسات الكبيرة بالتعاقدِ مع مشغلي الشبكات ومزودي الألياف وكذا شركات البنية التحتية. تُعتبر جوجل ستيشن حلًا بسيطًا وسهل الاستخدام لكل من المستخدمين والشركاء أيضًا حيثُ يوفر البرنامج فرص زيادة الدخل من خلال الإعلانات.

## التاريخ
أعلنَ عن البرنامج لأول مرة في أيلول/سبتمبر 2015 عندما زار رئيس الوزراء الهندي ناريندرا مودي مقرَّ جوجل في ماونتن فيو بكاليفورنيا، وهناكَ أوضح الرئيس التنفيذي لشركة جوجل ساندر بيتشاي الخطة بالتفاصيل بعدما نشر مقالًا على مدونة جوجل الرسمية مؤكدًا فيهِ على أن برنامج جوجل ستيشن سيُصبح أضخم مشروع واي فاي في الهند؛ ومن بين أعظم المشاريع في العالم من خلال عدد المستخدمين المتوقعين. بحلول كانون الثاني/يناير 2016؛ أطلقت جوجل البرنامج في محطة مومباي المركزية للسكك الحديدية في الهند بالشراكة مع شركة سكك الحديد الهندية وشركة رايل تيل؛ المملوكة من قِبل الدولة والتي تُقدِّمُ خدمات الإنترنت مثل عبر شبكتها الواسعة من الألياف، وفي كانون الأول/ديسمبر 2016 أعلنت جوجل عن طرحها لجوجل ستيشن في محطة السكك الحديدية رقم 100 في الهند.
في آب/أغسطس 2017 أعلنت جوجل أنها ستنقل مشروع جوجل ستيشن إلى إندونيسيا بالشراكة مع شركة فيبر ستار وسي بي إن وهما شركتان إندونيسيتان للاتصالات السلكية واللاسلكية تخططان لانشاءِ نقاطِ اتصالِ واي فاي في مئاتِ المواقع عبر جزر جاوة و‌بالي خلال السنة المقبلة. أكّدت إن دي تي في في كانون الثاني/يناير 2018 أن جوجل قد بدأت في اختبار نموذج مسبق الدفع في جوجل ستيشن كما قالت أنها من المقرر أن يتمَّ تثبيت هذا المشروع في حوالي 400 محطة سكة حديدية بحلول نهاية العام. في وقتٍ آخر من ذلك الشهر؛ أعلنت جوجل عن توسيع مشروع جوجل ستيشن ليصلَ إلى ما خلف محطات السكك الحديدية من خلال إنشاء 150 نقطةٍ في بونه. عملت جوجل أيضًا مع شركة لارسن وآمب توربو وهي أكبر شركة للهندسة والبناء في الهند على جزءٍ من مشروع تطوير مدينة ذكية في الهند.
بحلول آذار/مارس 2018؛ أعلنت جوجل عن توسيع مشروعها ليشملَ المكسيك؛ وذلك بعد عقدِ شراكةٍ مع شبكة سيت واي فاي. في تمّوز/يوليو 2018؛ وأثناء حفل «جوجل من أجل نيجيريا» أُعلن عن إنشاء جوجل ستيشن في لاغوس مع وعودٍ بالزيادة إلى 200 موقعًا في 5 مدن في البلاد بحلول عام 2019. في شباط/فبراير 2019؛ توسَّعَ مشروع جوجل ستيشن ليشمل دولة الفلبين بالاشتراكِ مع شركة سمارت. وفي حزيران/يونيو 2019؛ ظهرت جوجل ستيشن في مدينة ساو باولو بالبرازيل مع وعودٍ بالتوسُّعِ في عددٍ من المدن البرازيلية الأخرى. وفي تشرين الثاني/نوفمبر 2019؛ أنشئت جوجل ستيشن 125 موقعًا حول مدينة كيب تاون بجنوب إفريقيا بالتعاون مع شركة ثينك واي فاي.